# Plectris schneblei
Plectris schneblei är en skalbaggsart som beskrevs av Frey 1967. Plectris schneblei ingår i släktet Plectris och familjen Melolonthidae. Inga underarter finns listade i Catalogue of Life.